# Michał Sarnowski
Michał Władysław Sarnowski (ur. 1952) – polski filolog, specjalizujący się w językoznawstwie słowiańskim, polsko-rosyjskich stosunkach językowych; nauczyciel akademicki związany z Uniwersytetem Wrocławskim.

## Życiorys
Po ukończeniu kolejno szkoły podstawowej oraz średniej podjął studia na kierunku filologia o specjalności filologia rosyjska na Uniwersytecie Wrocławskim, które ukończył w 1977 roku. Bezpośrednio po studiach podjął pracę na stanowisku asystenta w macierzystym Instytucie Filologii Słowiańskiej. W 1985 roku uzyskał stopień naukowy doktora nauk humanistycznych na podstawie pracy pt. Leksykalizacja deminutywów i funkcjonowanie deminutywów pozornych we współczesnym języku rosyjskim (w porównaniu z językiem polskim), napisanej pod kierunkiem prof. Antoniego Furdala. Wraz z nowym stopniem otrzymał stanowisko adiunkta. W 1999 roku nadano mu stopień naukowy doktora habilitowanego nauk humanistycznych w zakresie językoznawstwa na podstawie rozprawy pt. Przestrzeń komunikacji negatywnej w języku polskim i rosyjskim. Kłótnia jako specyficzna sytuacja komunikacji werbalnej. Niedługo potem otrzymał stanowisko profesora nadzwyczajnego w Uniwersytecie Wrocławskim.
Na Uniwersytecie Wrocławskim poza działalnością naukowo-dydaktyczną pełni szereg istotnych funkcji organizacyjnych. Jest kierownikiem Zakładu Języka Rosyjskiego. Był wicedyrektorem Instytutu Filologii Słowiańskiej ds. dydaktycznych, a następnie prodziekanem ds. dydaktyki i przez dwie kadencje w latach 2005–2012 dziekanem Wydziału Filologicznego.
Zainteresowania naukowe Michała Sarnowskiego koncentrują się wokół problematyki związanej z językoznawstwem słowiańskim, polsko-rosyjskimi stosunkami językowymi. Do jego najważniejszych publikacji należą:
- Quasi-deminutiwa w języku rosyjskim i polskim, Wrocław 1991.
- Przestrzeń komunikacji negatywnej w języku polskim i rosyjskim. Kłótnia jako specyficzna sytuacja komunikacji werbalnej, Wrocław 1999.